# Stadsherberg

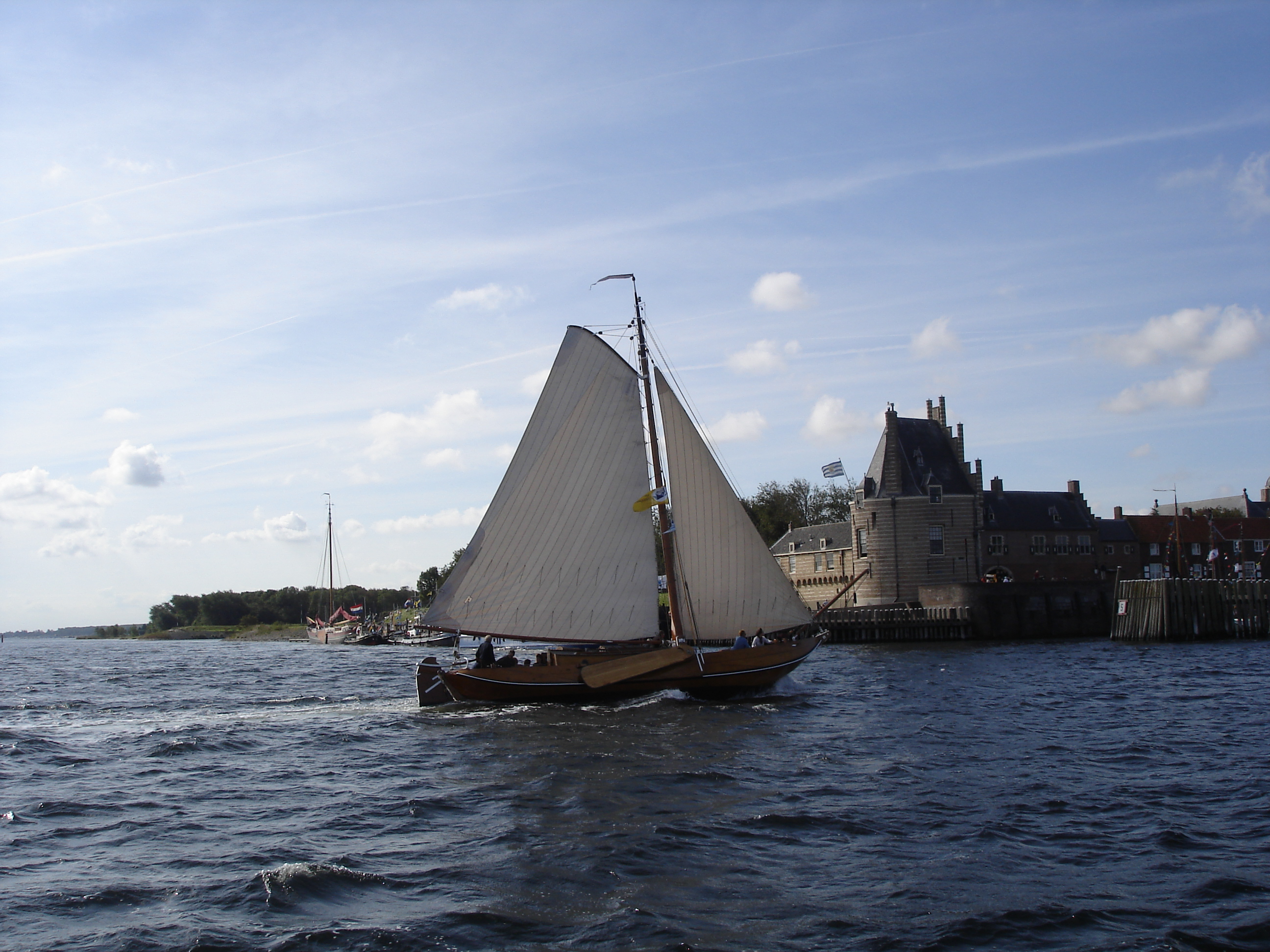
De Kampveerse toren in Veere, in vroeger tijden in gebruik als stadsherberg.

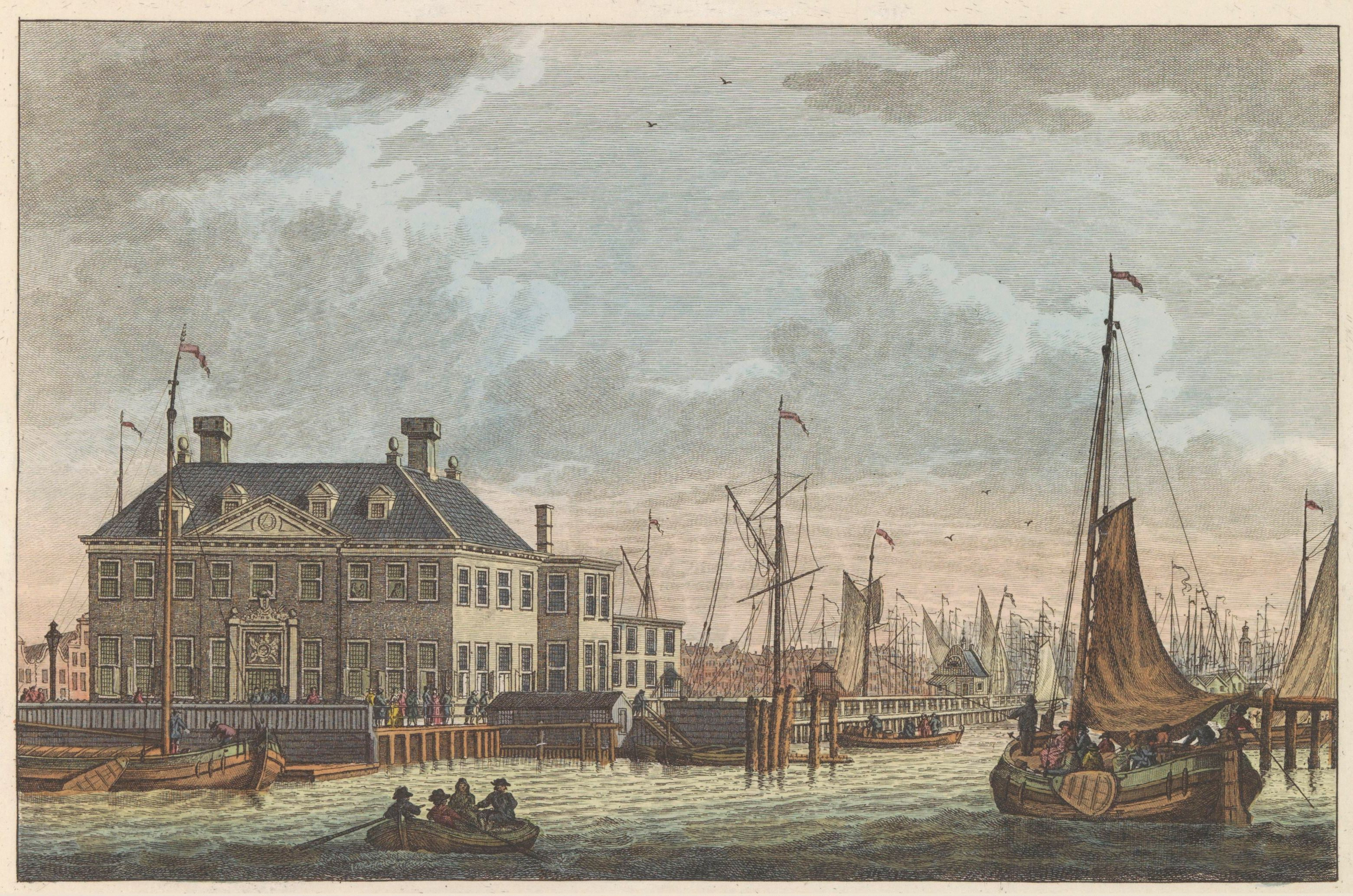
Gezicht op de Nieuwe Stadsherberg te Amsterdam nabij de Texelsche Kade, later Prins Hendrikkade, circa. 1790.

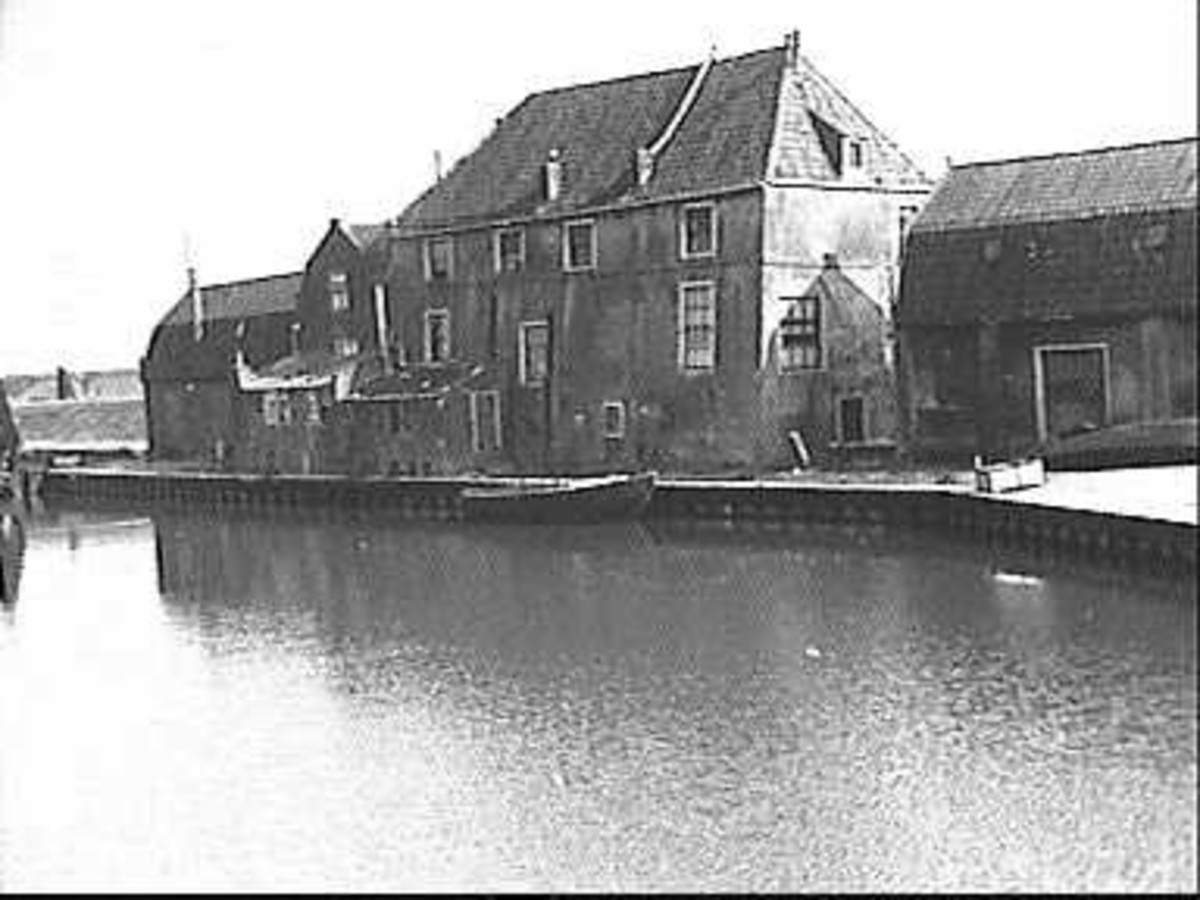
Voormalige stadsherberg in Enkhuizen in 1942. Het gebouw is in 1958 wegens bouwvalligheid afgebroken.

Een stadsherberg was in Nederland een herberg waar reizigers onderdak vonden die na zonsondergang nog bij de stadspoort of in de haven aankwamen en dus de stad niet meer in mochten. Stadsherbergen werden door het stadsbestuur verpacht aan de uitbater.
Ze bevonden zich vaak net buiten de stadspoort, in vestingtorens of aan de haven, buiten de stad zelf. Later werden stadsherbergen ook wel binnen de poorten gebouwd, en kwamen er voornamere gelegenheden (herenlogementen) voor het huisvesten van belangrijke gasten.

## Voorbeelden van stadsherbergen
- Bekend zijn de Oude Stadsherberg (uit 1613) en Nieuwe Stadsherberg (uit 1662) in Amsterdam. De laatste stond op een steiger in het water van het IJ waar nu de westzijde van het Stationseiland ligt.[1][2]

De Oude Stadsherberg werd in 1755 afgebroken. De Nieuwe Stadsherberg werd in 1872 afgebroken, toen men begon met de aanplemping van de stationseilanden. Deze werden aangelegd tussen 1870 en 1880 voor de bouw van het Centraal Station. Sinds 2023 bevindt zich ongeveer op de plek van de Nieuwe Stadsherberg onder het water van het Open Havenfront de ondergrondse Fietsenstalling Stationsplein.
- De Kampveerse toren in Veere
- De voormalige Stadsherberg in Enkhuizen (1598), in 1958 wegens bouwvalligheid afgebroken
- Verschillende Rotterdamse stadsherbergen, waarvan de oudste uit 1412 dateerde